# Sanas Cormaic
Sanas Cormaic ['sanas 'xormikʴ] („Cormacs Flüstern“) ist der Name eines etymologischen Glossars in altirischer Sprache, dessen Abfassung für ungefähr 900 n. Chr. datiert wird.
Der Autor ist der Bischof und König der südirischen Provinz Munster, Cormac mac Cuillenáin. In diesem Werk wird versucht, altertümliche, damals schon ungebräuchlich gewordene Ausdrücke der Dichtersprache und Rechtsgebung, sowie Orts- und Personennamen zu erklären. Die Etymologie Cormacs lehnt sich an Isidor von Sevillas Etymologiarum sive originum libri XX an und gilt nach modernen wissenschaftlichen Maßstäben als verfehlt. Jedoch ist die Sammlung als Aufzählung altirischer Schriften aus der Zeit Cormacs von hoher Bedeutung für die Literaturforschung. Im Leabhar Buidhe Lecain („Das Gelbe Buch von Lecan)“, Lebor Laignech („Das Buch von Leinster“) und einigen anderen Sammelwerken ist das Manuskript überliefert.
Auch moralisierende Lehrstücke, wie die Geschichte des mythischen Königs Tadhg mac Céin, sowie eine Beschreibung der Wahrsagetechnik imbas forosna sind im Sanas Cormaic zu finden.